# Correo
Correo byl open source poštovní klient pro platformu Mac OS X, založený na Mozilla Thunderbirdu a některé součásti přebíral z webového prohlížeče Camino. Cílem projektu bylo vytvořit poštovního klienta založeného na platformě Mozilla, který bude více splývat s prostředím Mac OS X. Correo tak využíval podporu frameworku Cocoa, obsahoval integraci se správou hesel Mac OS X (Keychain) či systémovou správou kontaktů.

## Přehled verzí
| Popis:      | Popis:         | Popis:        |
| ----------- | -------------- | ------------- |
| Staré verze | Aktuální verze | Budoucí verze |

| Verze | Datum vydání     |
| ----- | ---------------- |
| 0.1   | 9. ledna 2007    |
| 0.2   | 11. dubna 2007   |
| 0.3   | 5. prosince 2007 |